# Vilmajärvi (sjö, lat 66,65, long 28,08)
Vilmajärvi är en sjö i Finland. Den ligger i kommunen Kemijärvi i landskapet Lappland, i den norra delen av landet, 700 km norr om huvudstaden Helsingfors. Vilmajärvi ligger 167,6 meter över havet. Den är 3,61 meter djup. Arean är 92,7 hektar och strandlinjen är 9,74 kilometer lång. Sjön  ingår i Kemi älvs huvudavrinningsområde. 